# Rumen Christow
Rumen Dimitrow Christow, bułg. Румен Димитров Христов (ur. 27 grudnia 1955 w Borowie) – bułgarski ekonomista i polityk, dwukrotnie minister rolnictwa, kandydat w wyborach prezydenckich, przewodniczący Związku Sił Demokratycznych (SDS).

## Życiorys
Absolwent wyższego instytutu ekonomicznego WII „Karl Marks” w Sofii, uzyskał doktorat z nauk ekonomicznych. Pracował jako nauczyciel akademicki w Płowdiwie i Błagojewgradzie, zajął się następnie prowadzeniem własnej działalności gospodarczej w branży konsultingowej.
W 1990 dołączył do Związku Sił Demokratycznych, początkowo zasiadał w krajowej radzie koordynacyjnej. W 1992 został wiceministrem spraw gospodarczych w rządzie Filipa Dimitrowa. W 1993 objął funkcję pierwszego wiceministra rolnictwa. Od października 1994 do stycznia 1995 sprawował urząd ministra rolnictwa i gospodarki żywnościowej w gabinecie Renety Indżowej. W 1996 dołączył do administracji prezydenta Żelu Żelewa jako doradca ds. rolnictwa i przemysłu spożywczego. Od lutego do maja 1997 ponownie kierował resortem rolnictwa w rządzie Stefana Sofijanskiego. Następnie do 2002 był sekretarzem generalnym administracji prezydenta Petyra Stojanowa.
Powrócił do aktywnej polityki w 2011 jako kandydat w wyborach prezydenckich. Przegrał w pierwszej turze, zajmując 6. miejsce wśród 21 kandydatów z wynikiem niespełna 2% głosów. W 2014 z ramienia koalicyjnego Bloku Reformatorskiego został wybrany na posła do Zgromadzenia Narodowego 43. kadencji.
W 2018 zastąpił Bożidara Łukarskiego na funkcji przewodniczącego pozaparlamentarnego wówczas Związku Sił Demokratycznych. W kwietniu 2021, lipcu 2021, listopadzie 2021, październiku 2022, kwietniu 2023, czerwcu 2024 i październiku 2024 jako kandydat koalicji GERB-SDS uzyskiwał mandat deputowanego 45., 46., 47., 48., 49., 50. oraz 51. kadencji bułgarskiego parlamentu.